# Hermann Spielter
Hermann Spielter (Bremen, 20 d'abril de 1860 – 10 de novembre de 1925) va ser un compositor americà nascut a Alemanya, que va arribar als Estats Units en 1880.
Estudià en el Conservatori de Leipzig i el 1884 aconseguí el premi Mozart. Fou director de diverses societats corals en el seu país i el 1894 passà a Nova York, on fou professor del Col·legi de música de la ciutat des de 1897 fins al 1911. També va ser crític musical del New York Revue.
Entre les seves composicions hi figuren una sonata per a violoncel i piano; un trio per a violí, violoncel i piano; peces per a diversos instruments; cors, i sobretot lieder.